# Jikradia cornicula
Jikradia cornicula är en insektsart som beskrevs av Nielson 1979. Jikradia cornicula ingår i släktet Jikradia och familjen dvärgstritar. Inga underarter finns listade i Catalogue of Life.